# Tuxentius carana
Tuxentius carana is een vlinder uit de familie van de Lycaenidae. De wetenschappelijke naam van de soort is, als Lycaena carana, voor het eerst geldig gepubliceerd in 1876 door William Chapman Hewitson. De soort komt voor in Afrika ten zuiden van de Sahara in Angola, Gabon, Congo-Brazzaville en Zaïre.

## Ondersoorten
- Tuxentius carana carana
- Tuxentius carana kontu (Karsch, 1893)